# NGC 80
NGC 80 este o galaxie lenticulară din constelația Andromeda. Interacționează cu NGC 47 și cu NGC 68 și este cea mai luminoasă galaxie din grupul NGC 80. A fost descoperită în 17 august 1828 de către John Herschel. De asemenea, NGC 80 are o magnitudine aparentă de 13,7.